# José Garro
José Guillermo Garro González (Heredia, 7 de junio de 1986) es un Exfutbolista semiprofesional costarricense que jugaba como defensa

## Trayectoria
Realizó sus primeros pasos en las ligas menores del Club Sport Herediano desde 1996. Luego de su participación en la Copa Mundial de Fútbol Sub-17 de 2003 con la Selección de fútbol de Costa Rica, se incorpora al Fredrikstad FK. Regresaría a Costa Rica luego de 4 temporadas en la Primera División de Noruega  para vincularse al Puntarenas Fútbol Club en el 2008, equipo con haría su debut la Primera División de Costa Rica y a la postre, su primera anotación en un encuentro realizado ante Brujas FC el 14 de setiembre de 2008. En el 2009 pasaría a la Asociación Deportiva Filial Club UCR, donde consigue la suma de 4 goles en 24 partidos. Militaría con el Club Sport Herediano entre el 2010 y el 2014 , equipo con él se proclama campeón del Verano 2012 y del Verano 2013, donde además también ha obtenido los subcampeonatos del Invierno 2010, Invierno 2011, Invierno 2012, Invierno 2013 e Invierno 2014. Ha disputado 70 encuentros con el equipo florense, donde ha conseguido únicamente una anotación. En el 2014 y el 2015 fue cedido a préstamo al Municipal Pérez Zeledón, equipo con el que milita hasta la actualidad. 
A niveles de selecciones nacionales disputó la Copa Mundial de Fútbol Sub-17 de 2003. 

### Participaciones en Copas del Mundo
| Mundial                               | Sede      | Resultado        |
| ------------------------------------- | --------- | ---------------- |
| Copa Mundial de Fútbol Sub-17 de 2003 | Finlandia | Cuartos de final |

## Clubes
| Club                      | País       | Año           |
| ------------------------- | ---------- | ------------- |
| Puntarenas Fútbol Club    | Costa Rica | 2004          |
| Fredrikstad FK            | Noruega    | 2004 - 2008   |
| Puntarenas Fútbol Club    | Costa Rica | 2008          |
| Universidad de Costa Rica | Costa Rica | 2009          |
| Club Sport Herediano      | Costa Rica | 2010 - 2014   |
| Municipal Pérez Zeledón   | Costa Rica | 2014          |
| Club Sport Herediano      | Costa Rica | 2014          |
| Municipal Pérez Zeledón   | Costa Rica | 2015          |
| Santos de Guápiles        | Costa Rica | 2016 - 2020   |
| Municipal Grecia          | Costa Rica | 2021          |
| A. D. R. Jicaral          | Costa Rica | 2022 - 2023   |
| Municipal Liberia         | Costa Rica | 2023 - actual |

## Palmarés

### Títulos nacionales
| Título                         | Club          | País       | Año  |
| ------------------------------ | ------------- | ---------- | ---- |
| Primera División de Costa Rica | C.S Herediano | Costa Rica | 2012 |
| Primera División de Costa Rica | C.S Herediano | Costa Rica | 2013 |